# Collegium Bosniacum
Das Collegium Bosniacum ist eine überparteiliche und überkonfessionelle Interessenvertretung von bosnisch-herzegowinischen Studierenden in Wien. Der Verein wurde im Oktober 1994 von Studierenden aus Bosnien-Herzegowina in Wien gegründet, um eine Vereinigung von natürlichen wie auch juristischen Personen zum Zweck der Vertretung der Mitglieder in Problemfällen zu schaffen. Der Verein ist der älteste noch bestehende Verein bosnisch-herzegowinischer Einwanderer in Wien.

## Geschichte

1993 bis 2008
2008 bis 2011
Seit 2011

### Die Gründungsjahre 1994 bis 1998
Die Anfänge des Vereins finden sich zu Beginn der 1990er Jahre in Wien. Während neue Ideologien und Denkweisen im sozialistischen Jugoslawien zur Tagesordnung gehörten, wurden in Wien die ersten Partys von den damals noch wenigen Studierenden organisiert. Mit dem Kriegsausbruch in der souveränen und unabhängigen Republik Bosnien-Herzegowina im Frühjahr 1992 kam eine etwas größere Zahl Studierender als Flüchtlinge nach Österreich. Die Zahl wuchs bis 1995 auf knapp 500 mit bosnisch-herzegowinischer Staatsbürgerschaft heran. So entschlossen sich zwei Studenten und eine Studentin diese Community durch einen Verein zu vernetzen und vertreten. Um Mirsad Jačević, Ivana Križanić und Faris Kapić wuchs die Gruppe schnell heran.
In den ersten Jahren der Tätigkeit gehörten die Vermittlung von Stipendien des World University Service und diverser Vernetzungsarbeit zu den Hauptaufgaben des Vereins neben kulturellen Veranstaltungen. Nach dem Frieden von Dayton 1995 in Bosnien-Herzegowina wurden diverse bilaterale Abkommen mit europäischen Staaten geschaffen. Dies ermöglichte immer mehr und mehr Personen aus Bosnien-Herzegowina in EU-Länder zu studieren. Zudem wuchsen auch die Kinder der Migranten sowie Flüchtlinge langsam heran. Waren 1995 noch knapp 500 Studierende aus Bosnien-Herzegowina an den Universitäten in Österreich stieg die Zahl in fünf Jahren auf knapp 900 an. Im Jahr 2005 betrug die Zahl knapp 1900 um fünf Jahre später auf etwas mehr als 2600 anzuwachsen. Dabei entfällt der Großteil der Studierenden mit etwa 1700 auf die Stadt Wien, gefolgt von Graz mit knapp 800. So änderten sich auch die Aufgabenfelder des Collegium Bosniacum.

### Nach der Jahrtausendwende
Nach der Jahrtausendwende wurden neue interne Strukturen geschaffen, damit die Arbeit des Vorstandes erleichtert wird. Referate wurden gebildet, damit die Arbeit gut koordiniert und geteilt wird. Die neue Aufgabe war es, die großen Ansturm neuer Studierender aus Bosnien-Herzegowina aufzufangen und nach bester Möglichkeit in den österreichischen Universitätsbetrieb zu integrieren. Dazu wurden ebenfalls mehrere Projekte zur Rückkehr von Absolventen nach Bosnien-Herzegowina realisiert. Im Sommer 2007 wurde auf Initiative von Studierenden aus den Vereinigten Staaten die Mlada dijaspora Bosne i Hercegovine mit dem Collegium Bosniacum als eines der Gründungsmitglieder konstituiert. Diese Organisation stellte den Dachverband aller bosnisch-herzegowinischer Jugend- und Studierendenorganisationen außerhalb Bosnien-Herzegowinas dar.
Eine weitere Änderung der internen Struktur wurde zwischen April und Oktober 2011 vom neuen Vorstand vorgenommen. Dabei wurde eine Generalüberholung binnen sechs Monaten vom Namenszusatz bis hin zum neuen Vereinswappen geschafft und ein Projekt mit dem United World College aus Mostar realisiert. Einen Großteil der Beratung übernehmen diverse Internetseiten der Österreichischen Hochschülerinnen- und Hochschülerschaft und diversen Nichtstaatlichen Organisationen auf Englisch und/oder auf Deutsch. Durch neue Gesetze müssen alle bis auf kleinere Ausnahmen, die nach Österreich zum Studieren kommen, nachweisen, dass sie im Herkunftsland bereits einen Deutschkurs absolviert haben. Daher bot die Organisationen jenen Orientierungshilfen an, deren Zieluniversität sich in Wien befindet. Ebenfalls im Aufgabenfeld befinden sich diverse Veranstaltungen, die das Ziel verfolgen die Studierenden in Wien miteinander zu vernetzen. Jedoch sind die traditionellen Werte des Vereins weiterhin bewahrt geblieben, mit dem die eigenen Kanäle nach wie vor Beratung rund ums Studium geben.

## Projekte (einmalig und nach Wichtigkeit seit 1994)
- 10. Jahrestag der Olympischen Winterspiele von Sarajevo (1994)[1]
- Vermittlung von Stipendien an Studierende in Wien (1994–1996)[2]
- Eröffnung des Collegium Bosniacum Forums zum Studium in Österreich (2002)[3]
- Collegium Bosniacum Homepage (2003)[4]
- Job Börse-Rückkehr (2004)[5]
- Austausch von Erfahrungen (2004)[6]
- Homepage studenti.at zum Studium in Österreich (2005)
- Austausch von Erfahrungen Teil 2 (2006)
- Career Days (2007)
- Aufbau einer Studierendendatenbank (2008)
- Wegweiser an den Wiener Universitäten (2010)[5]
- Workshop für Schüler des United World College Mostar in Wien (2011)[7]
- BOSONA – Bosnien-Herzegowina einmal anders! (2012)[8]
- CBNetwork – Infoportal für Studierende auf BKS (2012)[9]
- Österreichs Investitionen in Bosnien-Herzegowina: aktuelle Problematik und Zukunftschancen (2012)[10]

## Bosnian-Herzegovinian Students Support Award
Der BOSNIAN-HERZEGOVINIAN STUDENTS SUPPORT AWARD (BHSSA) ist eine seit 2011 jährlich einmal vergebene Auszeichnung, die von Collegium Bosniacum gestiftet wurde. Der Preis wird denen zugeteilt, die den bosnisch-herzegowinischen Studierenden in Österreich
direkt oder indirekt den größten Nutzen geleistet haben. Dabei wird die Herkunft oder Wirkungsland nicht berücksichtigt. Um für den Preis in Frage zu kommen, muss man nominiert werden, wobei das Nominierungsrecht nicht jedem zusteht. Es können nur lebende Personen nominiert werden. Es ist nicht möglich, sich selbst zu nominieren. Die Nominierungsfrist ist der 1. Oktober jeden Jahres. Die Verleihung selbst findet jedes Jahr am 25. November statt. Der Preis kann generell auch an Institutionen und Verbände vergeben werde.

### Bisheriger Preisträger
- DI Enida Suljagić (2011)[11]

## Vereinsabzeichen
Das erste „Wappen“ wurde dem Schild der spanischen Form nachempfunden, die sich im 13. Jahrhundert in Spanien etablierte. Der Schild ähnelte einem U. Darin waren die Symbole eines Arms der nach dem Buch greift, als Zeichen des Wissens, sowie die Bosnische Lilie (Die Wappenblume des Hauses Anjou) enthalten. Der Arm wurde als wiedererkennendes Symbol der Geschichte Bosnien-Herzegowinas integriert, mit dem Unterschied, dass dieser Arm statt eines Schwerts ein Buch hält. Der Arm ist das Schildwappen des mittelalterlichen bosnischen Heeresführers Hrvoje Vukčić Hrvatinić (geboren 1350 in Kotor, im heutigen Kotor Varoš, BiH) nachempfunden. Dieses Wappen zierte die rot-gelbe Flagge Bosnien-Herzegowinas unter der Oberhoheit Österreich-Ungarns von 1878 bis 1908. Im Buch selbst wurde auf der ersten Seite die Initiale C für Collegium und auf der zweiten Seite ein B für Bosniacum eingesetzt. Im rechten oberen Eck war die Bosnische Lilie als Symbol des historischen Staates Bosnien sowie der Königsfamilie der Kotromanić im Wappen zu finden. Es ist ein Vermächtnis aus dem Geschlecht der Anjou nach der Hochzeit des ungarischen Königs Ludwig I. mit der Tochter des bosnischen Bans Stjepan II. Kotromanić (1292–1353), Elizabeta Kotromanić (1340–1387) im Jahre 1353. Dieses Wappen wurde auf Basis jener Symbole gewählt, die Bosnien-Herzegowina als auch deren Bevölkerung durch die vergangenen knapp tausend Jahre erkannte. Dieses Vereinswappen blieb bis Sommer 2008.
Der im Frühjahr 2008 neugewählte Vorstand führte ein neues Wappen nach dem Vorbild der neuen Flagge Bosnien-Herzegowinas, ein Dreieck mit sieben vollen und zwei halben weißen Sternen auf blauem Hintergrund. Die Flagge wurde in den Grenzen des Staates Bosnien-Herzegowina integriert mit einem aufgesetzten Doktorhut, umgeben von zwei blauen Ringen. Zwischen den Ringen stand Collegium Bosniacum – Student Association sowie In Austria since 1994. Dieses neue Wappen sollte einen neuen, integrativen, europäischen Weg andeuten.
Der neugewählte Vorstand im April 2011 änderte dann ein drittes Mal das Vereinswappen im Gesamtpaket der Änderungen im Verein. Die Symbolik eines Kreises wie auch Bosnien-Herzegowina wurde bewahrt. Der Kreis ist mit der Farbe Blau ausgefüllt und in der Mitte ein weißes Bosnien-Herzegowina. Darin enthalten ist eine blaue Feder, die in die Mitte des Landes zeigt. Der Kreis steht für eine Gemeinschaft und symbolisiert mit der blauen Farbe Weisheit und Klarheit. Dabei steht die Farbe Weiß in Form von Bosnien-Herzegowina für die Wissenschaft und Genauigkeit, die Studierende während des Studiums als auch im Alltag erlernen müssen, um erfolgreich zu sein. Die Konzentration an Symbolen wurde minimiert. Dafür wurde durch eine einfache Verwendung von Geometrie und Symbolik sowie zwei überschaubaren Farben ein einfaches und doch wiedererkennendes Symbol geschaffen.

### Geschichte
- 1993 bis 2008
- 2008 bis 2011
- Seit 2011